# Eduardo Sojo Garza-Aldape
Eduardo Sojo Garza-Aldape (León, Guanajuato; 9 de enero de 1956) es un economista y político mexicano. Fue secretario de Economía durante la presidencia de Felipe Calderón entre 2006 y 2008. Posteriormente, fue presidente del Instituto Nacional de Estadística y Geografía (INEGI) de 2008 a 2015, el primero de ese instituto en calidad de organismo autónomo.

## Trayectoria
Eduardo Sojo es licenciado en economía por el Instituto Tecnológico y de Estudios Superiores de Monterrey, tiene una maestría y un doctorado en economía en la Universidad de Pensilvania. Fue profesor del ITESM Campus León y en la Universidad de Pensilvania colaboró como analista de investigación del Proyecto Link, en el cual destacan las investigaciones publicadas con el Premio del Banco de Suecia en Ciencias Económicas en memoria de Alfred Nobel, Lawrence Klein, relativas a la combinación de modelos econométricos y modelos de series de tiempo. 
Publicó varias investigaciones, la más importante,[cita requerida] la publicada junto al Premio del Banco de Suecia en Ciencias Económicas en memoria de Alfred Nobel Lawrence Klein y de su autoría son los libros De la alternancia al desarrollo y Políticas públicas en democracia.
En el sector académico fue profesor de la maestría en Administración y de la licenciatura en Comercio Internacional en el ITESM, campus León, de 1992 a 1995; profesor del INEGI en el Diplomado Estadísticas Económicas en diversos cursos durante 1990; y profesor de Introducción a la Economía en la Universidad Iberoamericana, en 1982. Es profesor asociado del Centro de Investigación y Docencia Económicas (CIDE) y es director del Laboratorio Nacional de Políticas Públicas.
En el ámbito público fue coordinador económico del gobierno estatal de Vicente Fox de 1995 a 1999, luego fue su coordinador de asesores durante la campaña y coordinador económico del equipo de transición. A partir del 1 de diciembre de 2000 fue coordinador de asesores de políticas públicas del gobierno de Vicente Fox, cargo de nueva creación y sin precedentes en los gobiernos anteriores, permaneció en este puesto hasta mayo de 2006 cuando renunció para incorporarse al equipo de campaña del candidato del PAN a la presidencia de México, Felipe Calderón Hinojosa.
Al ser declarado presidente electo, Calderón designó a Sojo como responsable de la transición entre la administración de Fox y la de Calderón.
Ocupó las direcciones técnicas y de estadística en el INEGI; con 70 votos a favor, 11 en contra y 3 abstenciones, el Senado de la República ratificó su nombramiento como presidente del INEGI para el periodo del 1 de enero de 2010 al 31 de diciembre de 2015.